# Neolepas zevinae
Neolepas zevinae is een rankpootkreeftensoort uit de familie van de Neolepadidae. De wetenschappelijke naam van de soort is voor het eerst geldig gepubliceerd in 1979 door Newman.